# دایسوکه یانو
دایسوکه یانو (انگلیسی: Daisuke Yano؛ زادهٔ ۲۶ اکتبر ۱۹۸۴) بازیکن فوتبال اهل ژاپن است.
از باشگاه‌هایی که در آن بازی کرده‌است می‌توان به باشگاه فوتبال گامبا اوساکا و باشگاه فوتبال ساگان توسو اشاره کرد.